# Comuna Dovjîk, Ohtîrka
Dovjîk (în ucraineană Довжик) este o comună în raionul Ohtîrka, regiunea Sumî, Ucraina, formată din satele Buro-Rubanivka și Dovjîk (reședința).

## Demografie
Componența lingvistică a comunei Dovjîk
     Ucraineană (97,62%)
     Rusă (1,45%)
     Alte limbi (0,93%)
Conform recensământului din 2001, majoritatea populației comunei Dovjîk era vorbitoare de ucraineană (97,62%), existând în minoritate și vorbitori de rusă (1,45%).